# 3-я танковая группа (вермахт)

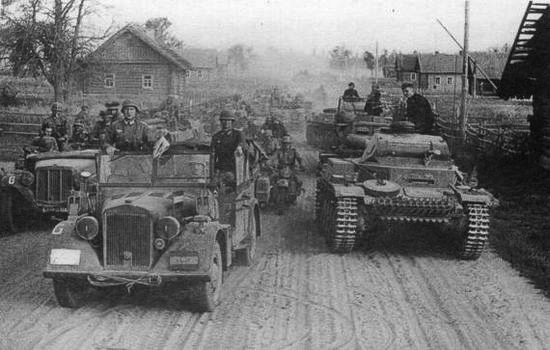
Формирования 3-й танковой группы
в районе Пружан, БССР, июнь 1941 года.

3-я танковая группа (нем. Panzergruppe 3) — танковая группа вооружённых сил Германии (вермахта) времён Второй мировой войны.
1 января 1942 года переименована в 3-ю танковую армию и действовала вплоть до конца войны (в 1945 году в Восточной Пруссии, затем в Померании и на реке Одер). 

## История формирования танковой группы
3-я танковая группа вермахта была сформирована в ноябре 1940 года. Во время вторжения в СССР была одной из двух танковых групп в составе группы армий «Центр». Состояла из двух моторизованных корпусов (39-й и 57-й) и двух армейских корпусов (5-й и 6-й). Первый командующий — Герман Гот (ноябрь 1940 года — октябрь 1941 года).  Всего 942 танка.

## Боевой путь танковой группы
С 22 июня 1941 года в составе группы армий «Центр» наступала в Литве на Вильнюс. После занятия Вильнюса 24 июня моторизованные корпуса 3-й танковой группы повернули на Минск, обходя основные силы советского Западного фронта с севера. 28 июня соединения 3-й танковой группы прорвали «линию Сталина» и ворвались в Минск.
В июле 1941 года соединения 3-й танковой группы заняли Витебск и продвинулись до Смоленска, обошли Полоцк и заняли Невель, затем сражались за Великие Луки.

Калининская оборонительная операция. Московская битва (1941—1942)

Прорвав оборону Западного фронта, части 3-й танковой группы при поддержке пехотных дивизий 9-й армии вермахта в период с 2 по 13 октября прошли 215 километров и вышли на подступы к городу Калинину.
10 октября 1941 года захватила город Сычёвка.
10 октября 1941 года 41-й моторизованный корпус 3-й танковой группы начал наступление на Калинин. За подвижными соединениями продвигались пехотные дивизии.
12 октября 1941 года передовые моторизованные части подошли к Калинину.
16 октября 1941 года 3-я танковая группа частью сил (1-я танковая дивизия, 900-я моторизованная бригада и часть сил 36-й моторизованной дивизии) начала наступление из Калинина в северо-западном направлении на Торжок, которое прикрывалось только 8-й танковой бригадой и мотоциклетным полком из состава группы генерала Ватутина.
17 октября 1941 года 3-я танковая группа развивает наступление в направлении Торжка.
19 октября 1941 года части 1-й танковой дивизии 3-й танковой группы, двигавшиеся из Калинина в сторону Торжка, вынуждены были отойти в связи с появлением на дороге перед Торжком крупных сил советских войск.
20 октября 1941 года 3-я танковая группа отозвала свои части, посланные в направлении Торжка, и задействовала их в боях с советскими войсками, атакующими Калинин.
23 октября 1941 года удары советских войск в районе Калинина вынудили командующего группой армий «Центр» генерал-фельдмаршала фон Бока направить в войска директиву о приостановке наступления 3-й танковой группы через Калинин.
В наступлении на Москву соединения 3-й танковой группы вышли на канал имени Москвы в районе Яхромы.
1 января 1942 года переименована в 3-ю танковую армию.

## Состав
на 22 июня 1941 года:
39-й моторизованный корпус — XXXIX (39) Armeekorps
- 7-я танковая дивизия
- 20-я танковая дивизия
- 14-я моторизованная дивизия
- 20-я моторизованная дивизия

57-й моторизованный корпус
- 12-я танковая дивизия
- 19-я танковая дивизия
- 18-я моторизованная дивизия

5-й армейский корпус
- 5-я пехотная дивизия
- 35-я пехотная дивизия

6-й армейский корпус
- - 6-я пехотная дивизия
  - 26-я пехотная дивизия